# Giuseppe Ronchetti
Giuseppe Ronchetti (Bergamo, 3 aprile 1752 – Nembro, 21 febbraio 1838) è stato un letterato, storico e religioso italiano.

## Biografia
Nato a Bergamo il 3 aprile 1752 da una famiglia originaria di Treviglio, paese della bassa bergamasca, ne fu sempre orgoglioso, e scriverà infatti: 
(Memorie istoriche –Volume V)
Dello storico e prelato rimane un ritratto commissionato dal figlio di una cugina don Luigi Femi nel 1839, realizzato dal pittore Francesco Ferrari e esposto in Palazzo Frizzoni di Bergamo.
La sua attività ecclesiastica lo vide sacrista del duomo di Bergamo mentre era primicerio Mario Lupo e segretario del vescovo Giovanni Paolo Dolfin, ultimo vescovo veneziano della città. Fu poi mandato come parroco nella comunità di Boltiere e successivamente arciprete a Nembro nella chiesa di San Martino dove rimase aiutante del vescovo di Bergamo. Lo seguì spesso, andando anche come suo segretario al Concilio di Parigi del 1811, lasciando anche per lungo tempo la chiesa di Nembro (per il concilio 4 mesi). Morì a Nembro, rinunciando ripetutamente di diventare vescovo di Ceneda (poi diocesi di Vittorio Veneto).
Fu amico e allievo dello storico Mario Lupo. Nel 1789 il Ronchetti pubblicò il secondo volume del Codice Diplomatico di Mario Lupo, poiché egli era malato, in cui fu aggiunto «Opus postumum editum ac monumentis et commentariis auctum a presbitero I. Ronchetti». Per la sua grande opera Memorie Istoriche, pubblicata in sei tomi nel 1805 e 1819, si avvalse dell'aiuto di Camillo Agliardi canonico della chiesa alessandrina di Bergamo. La sua opera fu aggiunta nel 1839 di un ulteriore settimo tomo scritto dal canonico Luigi Fermi, figlio di sua cugina, che fu però ritenuto non valido, anzi «sconnessa nella narrazione e senza lume di critica» da Angelo Mazzi. La sua ricerca storica è la narrazione dal principio del V secolo fino al 1428 quando la città passò sotto la dominazione veneziana. Rocchetti si cimentò anche nella scrittura di odi e piccoli poemi. Venne premiato anche per la sua arte oratoria e la sua capacità di giurista. Per queste sue qualità fu onorato del titolo di dottore di San Carlo.
Le sue lettere e i suoi scritti sono conservati negli archivi della Biblioteca civica Angelo Mai di Bergamo.
I comuni di Nembro, Bergamo e Boltiere gli hanno dedicato una via.

## Opere
- Memorie istoriche della città e chiesa di Bergamo raccolte dal codice diplomatico del Signor Canonico Mario Lupi dà suoi manoscritti e dà monumenti autentici. Dal principio del V secolo di nostra salute sino all'anno MCCCCXXVIII, Tipografia di Alessandro Natali, 1805-1819. (sei tomi più uno di Luigi Femi del 1839).
- Serie storico-cronologica degli arcipreti della pieve di Nembro: scritta dall'ultimo defunto arciprete D. Giuseppe Ronchetti e pubblicata in occasione dell'ingresso del nuovo arciprete D. Ignazio Bagioli, SBN LO11089983. (pubblicata postuma dal canonico Pietro Rusca nel 1838 con l'aggiunta del capitolo sull'arciprete Ronchetti).